# Mayagondanahalli, Tiptur
Mayagondanahalli là một làng thuộc tehsil Tiptur, huyện Tumkur, bang Karnataka, Ấn Độ.